# Kremmarholmen
Kremmarholmen est une île norvégienne du comté de Hordaland appartenant administrativement à Bømlo.

## Description
Rocheuse et couverte d'une légère végétation, à fleur d'eau, elle s'étend sur environ 181 m de longueur pour une largeur approximative de 92 m.  